# L'Homme-Rune
L’Homme-Rune est un roman de fantasy de l’auteur américain Peter V. Brett. Premier tome du Cycle des Démons, il a été publié par HarperCollins au Royaume-Uni le premier septembre  2008 sous le titre The Painted Man. Il est traduit en de nombreuses langues.

## Description

### Toile de fond
Le roman se déroule dans un monde imaginaire ravagé par des démons.

### Synopsis
Le roman suit les personnages Arlen, Leesha et Rojer dans leur évolution, de l’enfance à l’âge adulte. Ils vivent dans l'ancien royaume de Thesa qui est ravagé par les attaques des démons qui se lèvent chaque nuit pour semer le chaos depuis trois cents ans. Les perpétuelles offensives ont mené l’humanité à la déchéance, passant d’un âge d’or technologiquement avancé à un âge sombre et peu évolué. Seules les runes magiques protègent les humains des démons, des symboles peints ou gravés pour former des barrières protectrices autour des constructions humaines. Ces runes sont malgré tout fragiles et faillibles. Au fil du roman, chacun des protagonistes se lance à l’aventure dans un effort pour sauver l’humanité.

## Personnages principaux

### Arlen Bales
Né en l'an 308 après le retour des démons, Arlen vit dans le village de Val Tibbet. En 319, durant une attaque qui met en danger sa famille, il domine sa peur des démons et tente de protéger sa mère mais ne parvient pas à la sauver de leurs griffes. Déçu par la lâcheté de son propre père au moment de l'attaque, il fuit son village. Recueilli par le messager Ragen, il commence un apprentissage de Protecteur dans la ville de Fort Miln. En 325, il devient lui-même messager et part pour sa première mission à Lakton...

### Leesha Papier
Née en l'an 306, Leesha est une jeune fille qui vit au village du Creux du Coupeur sous la tutelle d'une mère autoritaire. Après qu'une rumeur calomnieuse lancée par son fiancé ait anéanti ses espoirs d’un mariage pieux et respectable, elle décide de devenir l'apprentie de la Cueilleuse d'herbes du village.

### Rojer Tavernier
Né en l'an 315 au village de Pontrivière, Rojer n'a que trois ans quand ses parents se font tuer par des démons. Il est sauvé et adopté par le jongleur Arrick Beauchant. L'enfant devient ensuite l'apprenti de l'artiste dans la ville de Fort Angiers. Il développe un don pour le violon.

### Ragen
Ragen est un messager qui travaille pour le duc de Fort Miln. Il a visité toutes les villes de l'ancien royaume de Thesa. Il sauve Arlen de la mort et en fait son fils adoptif.

## Les démons
Les démons sont des êtres magiques qui sortent de terre chaque nuit pour traquer les êtres humains.

## Accueil et conséquences
- Le livre est traduit en allemand, chinois, coréen, espagnol, estonien, français, grec, indonésien, italien, japonais, néerlandais, polonais, portugais, russe, serbe, tchèque et turque[2].
- Le roman faisait partie de la liste des 83 ouvrages nommés pour le David Gemmell Legend Award de 2009[3].
- Le réalisateur américain Paul W. S. Anderson a annoncé en juillet 2009 qu’il réaliserai l’adaptation du roman[4]. Cette transposition semble être restée au stade du projet[5].
- Le second volume du cycle, intitulé La Lance du Désert (The Desert Spear) a été publié le 5 avril 2010 par HarperCollins pour le Royaume-Uni, le 13 avril 2010 par Del Rey Books pour les États-Unis et le 22 octobre 2010 par Milady pour la version française.